# 萊克科莫 (新澤西州)
萊克科莫（英語：Lake Como）是位於美國新澤西州蒙茅斯縣的自治市鎮。

## 人口
根據2020年美國人口普查的數據，萊克科莫的面積為0.67平方千米，當中陸地面積為0.65平方千米，而水域面積為0.02平方千米。當地共有人口1697人，而人口密度為每平方千米2,533人。